# Distrikt Llauta
Der Distrikt Llauta liegt in der Provinz Lucanas in der Region Ayacucho in Südzentral-Peru. Der Distrikt wurde am 8. April 1929 gegründet. Er besitzt eine Fläche von 494 km². Beim Zensus 2017 wurden 960 Einwohner gezählt. Im Jahr 1993 lag die Einwohnerzahl bei 1652, im Jahr 2007 bei 1372. Sitz der Distriktverwaltung ist die 2667 m hoch gelegene Ortschaft Llauta mit 177 Einwohnern (Stand 2017). Llauta liegt 100 km nordwestlich der Provinzhauptstadt Puquio.

## Geographische Lage
Der Distrikt Llauta liegt in der peruanischen Westkordillere im Nordwesten der Provinz Lucanas. Die Längsausdehnung in NW-SO-Richtung beträgt knapp 53 km, die maximale Breite etwa 15 km. Der Distrikt erstreckt sich über das Quellgebiet sowie den Oberlauf des nach Südwesten strömenden Río Palpa.
Der Distrikt Llauta grenzt im Südwesten an die Distrikte Palpa und Río Grande (beide in der Provinz Palpa), im Nordwesten an den Distrikt Huac-Huas, im Norden an den Distrikt Santiago de Quirahuara (Provinz Huaytará), im äußersten Nordosten an den Distrikt Sancos (Provinz Huanca Sancos) sowie im Südosten an den Distrikt Laramate.

## Ortschaften
Im Distrikt gibt es neben dem Hauptort folgende größere Ortschaften:
- Carhuacucho
- Pucara